# Rhipidure maculé
Rhipidura maculipectus
Espèce
Statut de conservation UICN

 LC  : Préoccupation mineure
Le Rhipidure maculé (Rhipidura maculipectus) est une espèce de passereau de la famille des Rhipiduridae.

## Distribution
Il vit sur les îles Aru et régions littorales occidentales et méridionales de Nouvelle-Guinée.

## Habitat
Il habite les forêts humides tropicales et subtropicales en plaine et les mangroves.